# Stormy Crossing
Stormy Crossing è un film del 1958 diretto da C.M. Pennington-Richards.
È un film giallo britannico con John Ireland, Derek Bond e Leslie Dwyer.

## Produzione
Il film, diretto da C.M. Pennington-Richards su una sceneggiatura di Brock Williams con il soggetto di Lou Dyer e Sid Harris, fu prodotto da Monty Berman. per la Tempean Films.

## Distribuzione
Il film fu distribuito nel Regno Unito nel 1958 dalla Eros Films. È stato distribuito anche negli Stati Uniti con il titolo Black Tide.